# Kitaoka Fumio
Kitaoka Fumio (japanisch 北岡 文雄; geboren 11. Januar 1918 in der Präfektur Tokio; gestorben 22. April 2007) war ein japanischer Holzschnitt-Künstler in der zweiten Hälfte des 20. Jahrhunderts.

## Leben und Werk
Kitaoka studierte von 1936 bis 1941 Westliche Ölmalerei an der Tōkyō bijutsu gakkō, Vorläuferin der Kunsthochschule Tōkyō. Sein Lehrer war der Yōga-Maler Fujishima Takeji. In den letzten Jahren seiner Ausbildung wandte er sich aber auch dem Holzschnitt zu, den er unter Hiratsuka Un’ichi erlernte. 1945 wurde Kitaoka in die Mandschurei geschickt, um innerhalb der Kultur-Entwicklungsgesellschaft für Nordostasien der japanischen Regierung zu arbeiten. Bei Kriegsende gelang es ihm, sich mit Frau und Tochter nach Japan durch zu schlagen. Dabei lernte er den chinesischen monochromen Holzschnitt kennen, der sich mit sozialen Themen beschäftigte. Ende Oktober 1946 erreichte er mit seiner Familie Japan.
1947 publizierte Kitaoka ein Mappe unter dem Titel „Reise zurück ins Vaterland“ (祖国への旅, Sokoku e no tabi), die durch seinen Weg zurück geprägt sind. Er gab nun Malerei auf und machte Drucke, die er an die in Japan stationierten Amerikaner verkaufte. Die Verbindung zu den Amerikanern kam über die Teilnahme an Onchis „Erster Donnerstag Club“ (一木会, Ichimoku-kai).   Unter Onchis Einfluss beschäftigte er sich auch mit abstrakter Kunst, kehrte aber dann zu seiner eher realistischen Landschaftsdarstellung zurück.
1955 ging er nach Frankreich, um an der École nationale supérieure des beaux-arts de Paris Holzstich zu studieren. Von 1964 bis 1965 lehrte er in den USA. Kitaoka war im Ausland auf Ausstellungen zu sehen, unter anderem in Luzern und auf der Biennale von São Paulo.